# 大阪市立昭和中学校
大阪市立昭和中学校（おおさかしりつ しょうわちゅうがっこう）は、大阪府大阪市阿倍野区にある公立中学校。
1995年から1999年にかけて建て替えられた校舎は、4階建ての校舎の中央部に吹き抜けを設置し、吹き抜け部分がピロティーホールとして全校集会で使用されているなど、大阪市立中学校の校舎としては特徴的な構造となっている。また、かつて夜間学級が設置されていたが、1997年に廃止されている。

## 沿革
1947年の学制改革の際に、阿倍野区で最初の中学校の一つとして創立した。創立当初の敷地は、学制改革に伴って廃校となった旧制大阪市昭和高等小学校（昭和国民学校）の跡地を転用した。
その後1955年に現在地に移転している。なお学校創立時の敷地には、1955年に大阪市立阿倍野中学校が開校している。
- 1947年4月 - 大阪市立阿倍野第一中学校として創立。
- 1949年5月 - 大阪市立昭和中学校と改称。
- 1953年 - 現在地に分校を開設。
- 1955年 - 現在地を本校として移転。
- 1976年10月 - 夜間学級設置。
- 1991年2月 - パソコン教室完成。
- 1997年3月 - 夜間学級廃止。
- 1999年 - 校舎改築工事が竣工。

## 通学区域
- 大阪市立長池小学校の通学区域全域。
- 大阪市立苗代小学校の通学区域の一部。

大阪市阿倍野区 昭和町2丁目-5丁目、桃ヶ池町1丁目-2丁目、長池町、西田辺町1丁目-2丁目、阪南町7丁目（一部）。

## 交通
- JR阪和線 南田辺駅 北へ約150m。
- 地下鉄谷町線 田辺駅 南西へ約500m。
- 地下鉄御堂筋線 昭和町駅 南東へ約1km。

## 著名な出身者
- 山野浩一 - 評論家、小説家、脚本家、漫画原作者
- 廣岡大志 - プロ野球選手
- 堺屋太一
- 宇野祥平
- 鹿島丈博